# Rhopalodinaria minuta
Rhopalodinaria minuta is een zeekomkommer uit de familie Rhopalodinidae.
De wetenschappelijke naam van de soort werd in 1970 gepubliceerd door Gustave Cherbonnier.